# Alexandru Hurmuzachi
Alexandru Hurmuzachi (Cernăuca, 1825-Nápoles, 1871) fue un publicista rumano.

## Biografía
Nacido el 16 de agosto de 1823 en Cernăuca, era hermano de Nicolae, Constantin, Eudoxiu y Gheorghe Hurmuzachi. Publicista, estudió parte en Cernăuţi, parte en Viena, donde terminó los cursos de la facultad de justicia. Colaboró en el periódico Bucovina y fundó junto con su hermano Gheorghe la "Sociedad de literatura y cultura rumanas en Bucovina". Falleció en la ciudad italiana de Nápoles en 1871, el día 8 de marzo.